# Hanns J. Prem
Hanns Jürgen Prem (* 18. Januar 1941 in Wien; † 8. Oktober 2014 in Genf) war ein Ethnologe der Fachrichtung Altamerikanistik. Er lehrte von 1988 bis 2003 als Professor an der Universität Bonn.

## Leben
Hanns Prem studierte 1959 bis 1961 Ethnologie, Altamerikanistik, Vor- und Frühgeschichte sowie Physische Anthropologie an der Freien Universität Berlin und von 1961 bis 1966 an der Universität Hamburg (bei Günter Zimmermann). Dort wurde er 1966 mit einer Arbeit über Die Namenshieroglyphen der Matrícula von Huexotzinco promoviert und war ab 1967 wissenschaftlicher Assistent. Seit 1968 arbeitete er an der LMU München, als Ethnohistoriker nahm er von 1970 bis 1974 an Ausgrabungen des DFG-geförderten Puebla-Tlaxcala-Projekts in Mexiko teil. In München habilitierte er sich 1977 mit einer Schrift über Milpa und Hacienda: indianischer und spanischer Landbesitz im Becken des Alto Atoyac in Mexiko (1520–1650). 
1980 wurde er Professor für Völkerkunde in München, 1983 an der Universität Göttingen und seit 1988 Professor für Ethnologie, insbesondere Altamerikanistik, an der Universität Bonn, wo Prem 2003 emeritiert wurde. Zu seinen akademischen Schülern zählen Markus Reindel, Barbara Göbel, Wiebke Ahrndt, Antje Gunsenheimer und Inés de Castro. Von 1982 bis 2003 war er an Ausgbrabungen in Yucatán/Campeche beteiligt. 1987 bis 2002 war Prem Mitglied im Beirat der Stiftung Preußischer Kulturbesitz. Er war ordentliches Mitglied des Deutschen Archäologischen Instituts. 
1981 bis 1991 war Prem gemeinsam mit Berthold Riese Herausgeber der Zeitschrift Mexicon. Außerdem war er Mitglied in den Redaktionsräten der Zeitschriften Ancient Mesoamerica (Cambridge, Mass.), Estudios de Cultura Náhuatl (México, D.F.), Arqueología Mexicana (México, D.F.) und Temas Antropológicos (Mérida, Yuc.). Prem war im wissenschaftlichen Beirat der 2007 eingestellten populärwissenschaftlichen Zeitschrift Abenteuer Archäologie. Nach seiner Emeritierung war er unter anderem als ehrenamtlicher Autor in der deutschsprachigen Wikipedia aktiv.
Prem war mit der Ethnologin Ursula Dyckerhoff verheiratet.

## Schriften (Auswahl)
- Geschichte Altamerikas. (= Oldenbourg Grundriss der Geschichte, Band 23), Oldenbourg, München 1989, ISBN 3-486-53031-3; 2. Auflage, Oldenbourg, München 2008, ISBN 978-3-486-53032-2.
- Die Azteken. Geschichte – Kultur – Religion. (= C.H. Beck Wissen), C.H. Beck, München 1996, ISBN 3-406-40335-2; 5. Auflage, C.H. Beck, München 2011, ISBN 978-3-406-45835-4.